# Pezizella polytrichi
Pezizella polytrichi är en lavart som beskrevs av Dennis 1962. Pezizella polytrichi ingår i släktet Pezizella och familjen Hyaloscyphaceae.   Inga underarter finns listade i Catalogue of Life.